# GSC3614-2301
GSC3614-2301 — хімічно пекулярна зоря спектрального класу A1, що має видиму зоряну величину в смузі V приблизно 11,2.